# Bøje Nielsen
Bøje Taagaard Nielsen (født 5. november 1937 i Næstved, død 21. maj 2007 i Klampenborg) var en dansk storentreprenør, der havde stor succes i 1970'erne med at bygge stort, hurtigt og billigt, og blev en af Danmarks rigeste mænd. Ved en omdiskuteret kendelse i Sø- og Handelsretten 1982 blev Bøje Nielsen erklæret konkurs, selvom det ved konkursboets afslutning ni år senere viste sig, at han på det tidspunkt havde været solvent.

## Byggematador
Bøje Nielsen var den første i Danmark til i stor stil at tilbyde totalentrepriser, hvor han som entreprenør tog hele ansvaret for byggeriet fra start til slut og bygherren på den måde selv havde meget lidt ansvar for byggeprocessen. I en totalentreprise står totalentreprenøren således for alt herunder udarbejdelse af projektmateriale, indgåelse af kontrakter med underentreprenører, byggestyring og alle byggeopgaver i øvrigt.
Han begyndte sin entreprenør- og byggevirksomhed i Næstved i 1962, dels i eget navn og fra 1963 desuden gennem det nyoprettede Danske Fabrikshaller A/S, Næstved, der byggede haller til fabrikker i hele Danmark, hurtigt og billigt. Hans virksomhed udvidedes voldsomt under 1960ernes byggeboom. I 1965 oprettedes elementfabrikken Skandinavisk Elementbyggeri A/S, og desuden etableredes i disse år en række bygge- og ejendomsselskaber, bl.a. A/S Ejendomsselskabet Component-Byg (1963), I/S Dansk Erhvervsbyggeri, I/S Gadevang (1968) og I/S af 7. juni 1971, alle Næstved.
1970 etablerede han sammen med Axel Juhl-Jørgensen byggekonsortiet Dansk Totalentreprise A/S, Søllerød, senere Glostrup, og kort efter endvidere I/S Danske Feriehoteller, Glostrup. Dansk Totalentreprise fik i 1970'erne overvældende succes ved at realisere meget store byggerier hurtigt og billigt. Bøje Nielsen og Juhl-Jørgensen ejede hver 50%, og Juhl-Jørgensen blev administrerende direktør for firmaet.
Sideløbende med byggevirksomheden i disse fællesforetagender fortsatte Bøje Nielsen egne byggeaktiviteter i ind- og udland, bl.a. Scanticon-hoteller og et nyt industricenter, Center Syd på Avedøre Holme i Hvidovre, som blev Danmarks længste kontorhus (næsten 300 m) og hvortil hovedsædet blev flyttet 1981. I årene 1979-82 var Bøje Nielsen endvidere indehaver af automobilforretningen Offer Andersen, Næstved (grl. 1949).
I 1979 erklærede Bøje Nielsen, at hans personlige formue var opgjort til mere end 600 millioner kr og i 1982 at hans selskab Danske Fabrikshaller var over 800 millioner værd.

## Nedtur
I 1979 begyndte slagsmålet mellem Bøje Nielsen og Axel Juhl-Jørgensen om magten i Dansk Totalentreprise. Byggekrise og udlejningsvanskeligheder førte i 1982 til, at Axel Juhl-Jørgensen fik kreditorernes støtte til at overtage Bøje Nielsens andel af Dansk Totalentreprise A/S og I/S Danske Feriehoteller og at Bøje Nielsen måtte gå i betalingsstandsning og senere samme år blev erklæret konkurs, hvorefter Bøje Nielsens byggeaktiviteter ophørte. Den omfattende konkurssag strakte sig over 9 år og blev først afsluttet i 1992.
I en fjernsynsudsendelse, der blev sendt i tv 26. august 1980, erkendte Bøje Nielsen, at han havde tilbudt at betale en ingeniør i Københavns Kommune for at lade en byggetilladelse passere, og det resulterede i en tiltale og senere dom på 4 måneders fængsel for bestikkelsesforsøg, som dog aldrig blev afsonet. Dette, tillige med at Bøje Nielsen tilsyneladende havde et alkoholproblem, førte til at kreditorer blev nervøse, og Juhl-Jørgensen begyndte til Bøje Nielsens mishag med forsøg på at overtage kontrollen over Dansk Totalentreprise.
Den 5. oktober 1980 modtog Juhl-Jørgensen sin opsigelse af Bøje Nielsen, men fyringen blev aldrig effektueret. I stedet blev der fredag 10. oktober etableret en såkaldt "Rammeaftale af oktober 1980" mellem de to parter, ifølge hvilken Juhl-Jørgensen skulle fratræde som administrerende direktør i Dansk Totalentreprise for i stedet at blive dets formand, og Bøje Nielsen blev sikret eneret til alt erhvervsbyggeri i Danmark, medens boligbyggeriet skulle høre til i Dansk Totalentreprise. Ifølge rammeaftalen måtte Juhl-Jørgensen ikke starte eget firma så længe han var direktør for Dansk Totalentreprise.
Med støtte fra de største samarbejdspartnere og Privatbanken stiftede Juhl-Jørgensen i marts 1982 sit eget selskab Danbyg Totalentreprise og planlagde at overføre alle Dansk Totalentreprises byggesager til sit nye firma. Da medarbejderne i Dansk Totalentreprises mødte på arbejde den 15. marts 1982, var Dansk Totalentreprises etager i højhuset på Naverland i Glostrup totalt ryddet i nattens løb. Medarbejderne blev vist en etage ned, og nu stod der pludselig Danbyg Totalentreprise over deres arbejdsplads. De fik besked på at arbejde videre som før, men nu med direktør Axel Juhl-Jørgensen, eneejer af firmaet, som deres chef.
Den 28. oktober 1982 udfærdigede Dansk Kaution ved advokat Robert Koch-Nielsen en konkursbegæring mod Bøje Nilsen og hans selskaber, der sammen med konkurskrav fra andre kreditorer blev behandlet på at retsmøde i Sø- og Handelsretten 17. november 1982. Nogle begæringer gik direkte på en konkurs, andre kun på en betalingsstandsning. Retten besluttede sig for en betalingsstandsning samt at konkursbegæringerne skulle behandles senere.

## Konkurs og rehabilitering
| Citat                                                   | Der er ikke skyggen af chance for at kreditorerne får alle deres penge i Bøje Nielsens konkursboer. Vi skønnede for et år siden, at dækningen ville blive 45 procent i det private bo og 18 procent i Danske Fabrikshaller A/S. Dette skøn holder stadig, dog med en lille mulighed for at det bliver lidt bedre i det private bo. | Citat |
| Jørgen Hoffmeyer, kurator og advokat, 18. februar 1985. | |       |

Den 30. december 1982 blev Bøje Nielsen og hans selskab Danske Fabrikshaller A/S erklæret konkurs, selv om han nok mente, at kunne betale enhver sit. Konkursbestyrerne gik derefter i gang med at sælge Bøje Nielsens værdier for at få penge til kreditorerne.
Januar 1983 nåede en revisionsrapport frem til, at konkursboet havde en underbalance på 160 mio. kr. Bøje Nielsen protesterede og kaldte beløbet »åbenlyst forkert«, men Højesteret stadfæstede konkursdekretet. Marts 1984 ville Bøje Nielsens daværende advokat Tony Kuklin have konkursen hævet, med påstand om at hans klient var solvent, og han protesterede over, at kuratorerne ikke havde opgjort værdierne i boet.
Den 18. februar 1985 udtalte kurator og advokat Jørgen Hoffmeyer, at der ikke er »skyggen af chance for, at kreditorerne får alle deres penge.« I oktober 1985 var alle boets værdier solgt.
Den 23. januar 1992 blev bobehandlingen endelig afsluttet i Sø- og Handelsrettens skifteretsafdeling og konkursen blev ophævet. Dommeren, Mette Christensen, var den samme, som ni år tidligere havde afsagt konkurskendelsen over Bøje Nielsen. Alle kreditorer fik deres tilgodehavender udbetalt inklusive renter. Bøje Nielsen selv fik 85 millioner kr. og kuratorerne, Jørgen Hoffmeyer, Ole Hald og Robert Koch-Nielsen, modtog 40 millioner kr. i honorar.
Den 7. december 1992 opløstes Danske Fabrikshaller A/S efter konkurs.
Den 5. oktober 2005 blev en stævning afleveret til Østre Landsret, hvor Bøje Nielsen via sin advokat mødte kuratorerne i konkursboet med et erstatningskrav på mindst 107 millioner kr. Ifølge stævningen burde advokaterne have indset allerede i oktober 1985, hvor hovedparten af Bøje Nielsens værdier var blevet solgt, at Bøje Nielsen på det tidspunkt var solvent, og kunne have svaret enhver sit. Manger af værdierne var desuden solgt med tab på diverse auktioner.
Hans advokat Christian Harlang indbragte 21. maj 2007 en erstatningssag mod staten for Den Europæiske Menneskerettighedsdomstol. Ifølge klagen havde Sø- og Handelsretten misrøgtet Bøje Nielsens konkursbo og dermed påført ham et tab på 100 millioner kroner. Samtidig blev der klaget over, den langsomme sagsbehandling ved domstolene af den erstatningssag, som blev anlagt ved Østre Landsret i oktober 2005. Ifølge Harlang burde de kuratorer, der styrede Bøje Nielsens konkursbo fra 1982 til 1992 - og i hvert fald i 1985 - have indset, at storentreprenøren var "hamrende solvent" og kunne svare enhver sit, og på trods af dette var de blevet ved med at behandle konkursboet.
Samme dag som klagen til Den Europæiske Menneskerettighedsdomstol blev indgivet døde Bøje Nielsen efter mange års sygdom.
Advokat Christian Harlang, der bestyrede boet efter Bøje Nielsen, oplyste 22. maj 2007, at entreprenøren i sit testamente havde oprettet en fond, Bøje Nielsens Fond for Retsbeskyttelse af Danske Erhvervsfolk.